# Cautethia grotei
Cautethia grotei H. Edwards, 1882 è un lepidottero appartenente alla famiglia Sphingidae, diffuso in America Settentrionale e Centrale.

## Descrizione

### Adulto
La caratteristica principale della specie è la colorazione grigio-argentea del corpo e dell'ala anteriore. L'ala posteriore è gialla intensa nei due terzi basali, e marrone scuro nel terzo distale. L'addome mostra un segmento grigio scuro dorsalmente (D'Abrera, 1986).
Nel genitale maschile, l'uncus risulta molto più lungo dello gnathos, e uncinato all'apice. Lo gnathos a sua volta è talmente ricurvo da formare un semicerchio, se visto lateralmente; esso presenta lobi arrotondati e appare piuttosto rigonfio nella parte superiore, con base ampia, e dilatato a formare un lobo arrotondato da entrambi i lati; questo lobo mostra un bordo rivestito da piccole spine. L'edeago è privo del processo dorso-apicale.
Il genitale femminile rivela un ductus bursae che va gradatamente allargandosi a formare un corpus bursae ovoidale. L'appendix bursae appare molto più grande del corpus bursae medesimo. L'apertura alare è crompresa tra 28 e 40 mm.

### Uovo
Le uova vengono deposte sulla pagina inferiore delle foglie della piante ospiti, in piccoli gruppi.

### Larva
Il bruco è di color verde pallido, con due bande biancastre lungo i fianchi. Il corno caudale ha lo stesso colore del corpo.

### Pupa
Le crisalidi si rinvengono entro bozzoli posti a scarsa profondità nel sottobosco.

## Distribuzione e habitat
L'areale di questa specie comprende il sud-est degli Stati Uniti (Florida, Tennessee, Illinois, ma anche Pennsylvania, New York e New Hampshire), Cuba, le Bahamas, le Isole Cayman e probabilmente Hispaniola e la Giamaica.
L'habitat è rappresentato da foreste tropicali e sub-tropicali.

## Biologia
Durante l'accoppiamento, le femmine richiamano i maschi grazie ad un feromone rilasciato da una ghiandola, posta all'estremità addominale. Gli adulti di entrambi i sessi sono attratti dalla luce, ma soprattutto i maschi.

### Periodo di volo
In Florida la specie è multivoltina.

### Alimentazione
Gli adulti suggono il nettare di fiori di varie specie, tra cui Dracaena fragrans L. (famiglia Asparagaceae).
I bruchi si alimentano su foglie di membri della famiglia Rubiaceae, tra cui Chiococca alba (L.) Hitchc., Erithalis fruticosa L. e Symphoricarpos albus (L.) S.F. Blake, 1914.

## Tassonomia

### Sottospecie
Sono state descritte tre sottospecie:
- Cautethia grotei grotei H. Edwards, 1882 - Papilio 2 (1) : 10 (locus typicus: Indian River, Florida)
- Cautethia grotei apira Jordan, 1940 - Entomologist's mon. Mag.. 76: 276 (locus typicus: Grand Cayman, Isole Cayman; più piccola di C. g. grotei, con la parte basale gialla nell'ala posteriore più ridotta).
- Cautethia grotei hilaris Jordan, 1940 - Entomologist's mon. Mag.. 76: 276 (locus typicus: Cayman Brac, Isole Cayman; apertura alare tra 14,5 e 16 mm, con l'ala anteriore di un grigio più pallido, e disegni più contrastanti).

### Sinonimi
- Cautethia apira Jordan, 1940
- Cautethia hilaris Jordan, 1940